# Ngư Phong
Ngư Phong (chữ Hán giản thể: 鱼峰区, bính âm: Yúfēng Qū, âm Hán Việt: Ngư Phong khu) là một quận thuộc địa cấp thị Liễu Châu, khu tự trị dân tộc Choang Quảng Tây, Cộng hòa Nhân dân Trung Hoa. Quận Ngư Phong có diện tích 98 km², dân số năm 2002 là 210.000 người. Về mặt hành chính, quận Ngư Phong được chia thành 8 nhai đạo: Kỳ Lân, Bạch Liên, Ngũ Lý Đình, Tiễn Bàn Sơn, Dương Hoà, Thiên Mã, Vinh Quân, Giá Hạc và 2 trấn: Lạc Phụ, Lạc Dung.